# Nokia N91
 (avril 2020).
Si vous disposez d'ouvrages ou d'articles de référence ou si vous connaissez des sites web de qualité traitant du thème abordé ici, merci de compléter l'article en donnant les références utiles à sa vérifiabilité et en les liant à la section « Notes et références ».

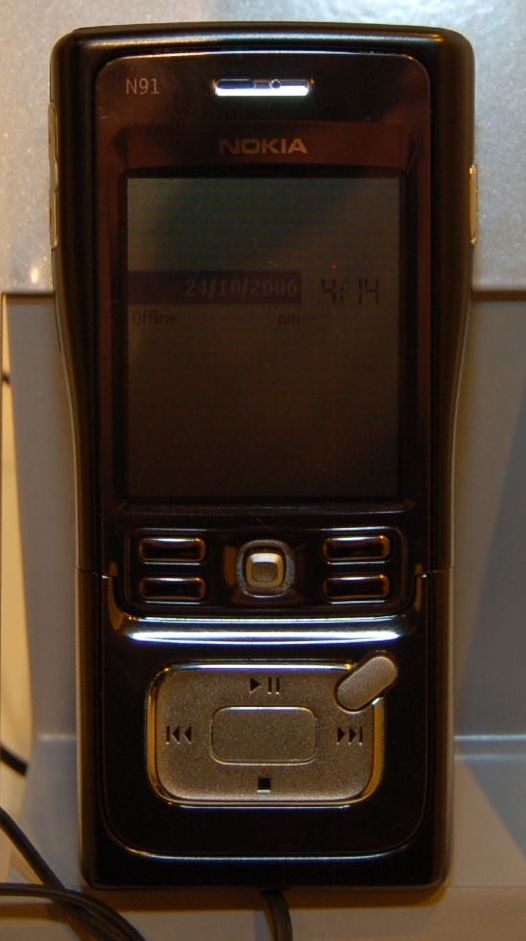
Le Nokia N91 8Go.

Le Nokia N91 est un téléphone mobile qui a été annoncé en 2005 puis mis sur le marché en mai 2006. Il fait partie des Nokia N Series.
Il dispose d'un appareil photographique numérique de deux mégapixels et de 4 Go de mémoire sur disque dur (8 Go pour le N91 8 Go sortie un an après) qui lui permet de stocker approximativement 3000 chansons encodées en MP3, AAC, AAC+, eAAC+, Real V8, WAV, WMA, M4A, AWB, SP-Midi, AMR, WB-AMR, Nokia Ring Tones, AMR-NB, AWB soit 15 formats ce qui était rare pour un téléphone mobile.
Il est 3G et Wi-Fi. Il a un "form factor" de type slider (glissière).

## Caractéristiques[1]
- Système d'exploitation Symbian OS v9.1 (3 Édition)
- GSM/EDGE/3G
- 11,3 × 5,5 × 2,2 cm pour 160 grammes
- Écran  176 × 208 pixels, 262 144 couleurs, LCD
- Mémoire : 30 Mo et disque dur de 4 Go
- Appareil photo numérique de 2 MégaPixels
- WiFi g
- Bluetooth
- Vibreur
- Batterie de 970 mA
- DAS : 0,67 W/kg.